# 간논역
간논역(일본어: 観音駅, かんのんえき)은 일본 지바현 조시시에 있는 조시 전기 철도선의 역이다.

## 역 구조
단선 승강장 1면 1선의 지상역이다. 역무원 배치 역이다(새벽, 야간에는 무인). 경권 입장권, 승차권, 기념 우표, 각종 철도 장비 등 발매가 이루어지고, 청량 음료, 아이스크림 자판기가 있다. 역사 내에 수세식 화장실과 다목적 화장실이 있다.

## 역 주변
- 조시칸논
- 조코 신사
- 조시 어항 제일 도매 시장
  - 특정 제3종 어항에 지정되는 어획량 전국 굴지의 어항이다. 제일 시장은 주로 참치 등의 대형 물고기가 올라간다. 시장과 인접하는 도로를 사이에 둔 건너편에 관광객용 음식점이 줄지어 늘어서 있다.
- 조시 시립 병원
- 조시 시 야구장
- 조시 시 체육관
- 조시 시 청소년 문화 회관
- 시마다 종합 병원
- 조시 시립 제3중학교
- 지바 현립 조시 고등학교

## 역사
- 1923년 7월 5일: 개업.
- 1925년: 현재지로 이전.
- 1976년 2월: 붕어빵 집(직영 매점) 개업.
- 1991년 12월 27일: 역사를 스위스 등산 철도식으로 개장.
- 2017년 3월 31일: 붕어빵 집 폐점.

## 인접역
| 조시 전기 철도 ■ 조시 전기 철도선 | 조시 전기 철도 ■ 조시 전기 철도선 | 조시 전기 철도 ■ 조시 전기 철도선 |
| --------------------------------- | --------------------------------- | --------------------------------- |
| 나카노초 조시 방면                |                                   | 모토초시 도카와 방면              |